# Курт Аксельссон
Курт Аксельссон (швед. Kurt Axelsson; 10 листопада 1941, Рьоннберг — 15 грудня 1984) — шведський футболіст, захисник.

## Клубна кар'єра
Курт Аксельссон змінив низку команд (Рьоннбергс ІК, ІФК Сунне, ІК Слейпнер) перш ніж у 1964 році потрапив до гетеборзького клубу «ГАІС». За нього він провів 71 гру. У 1967 році Аксельссон перейшов до бельгійського «Брюгге», де відіграв 153 матчі і забив 4 м'ячі. Потім виступав за «Остенде» (1973—1976) та був граючим тренером у «Кортрейку».

## Кар'єра у збірній
За збірну зіграв 30 матчів, 29 із яких виходив в основному складі команди. У 1970 році брав участь у Чемпіонаті світу з футболу, що проходив у Мексиці.

## Смерть
У 1984 році Аксельсон загинув в автокатастрофі, його поховали на цвинтарі святого Андрія, що знаходиться неподалік від стадіону «Брюгге».